# 小行星7288
小行星7288（英語：7288）是一颗围绕太阳公转的小行星。1991年3月18日，杉江淳在Dynic发现了此天体。
这颗小行星的绝对星等为102.9524841328736等。